# Urška Taufer
Urška Taufer, slovenska igralka in dramatičarka * 1990, Ljubljana.

## Življenjepis
Po maturi se je sprva vpisala na študij antičnih in humanističnih ved na Filozofski fakulteti Univerze v Ljubljani, po enem letu pa se je vpisala na študij dramske igre in umetniške besede na Akademiji za gledališče, radio, film in televizijo v Ljubljani. V letniku Tomija Janežiča in Janeza Hočevarja je diplomirala leta 2014. Od leta 2015 je članica igralskega ansambla Slovenskega narodnega gledališča Nova Gorica.
Igra tudi v filmih in televizijskih serijah; kot Maja Rot je nastopila v slovenski originalni limonadnici Reka ljubezni, v Usodnem vinu je v prvi sezoni igrala Petro.
Je hčerka režiserja Vita Tauferja in igralke Mojce Partljič. Njena deda sta pisatelja Tone Partljič in Veno Taufer.